# Noorbeek

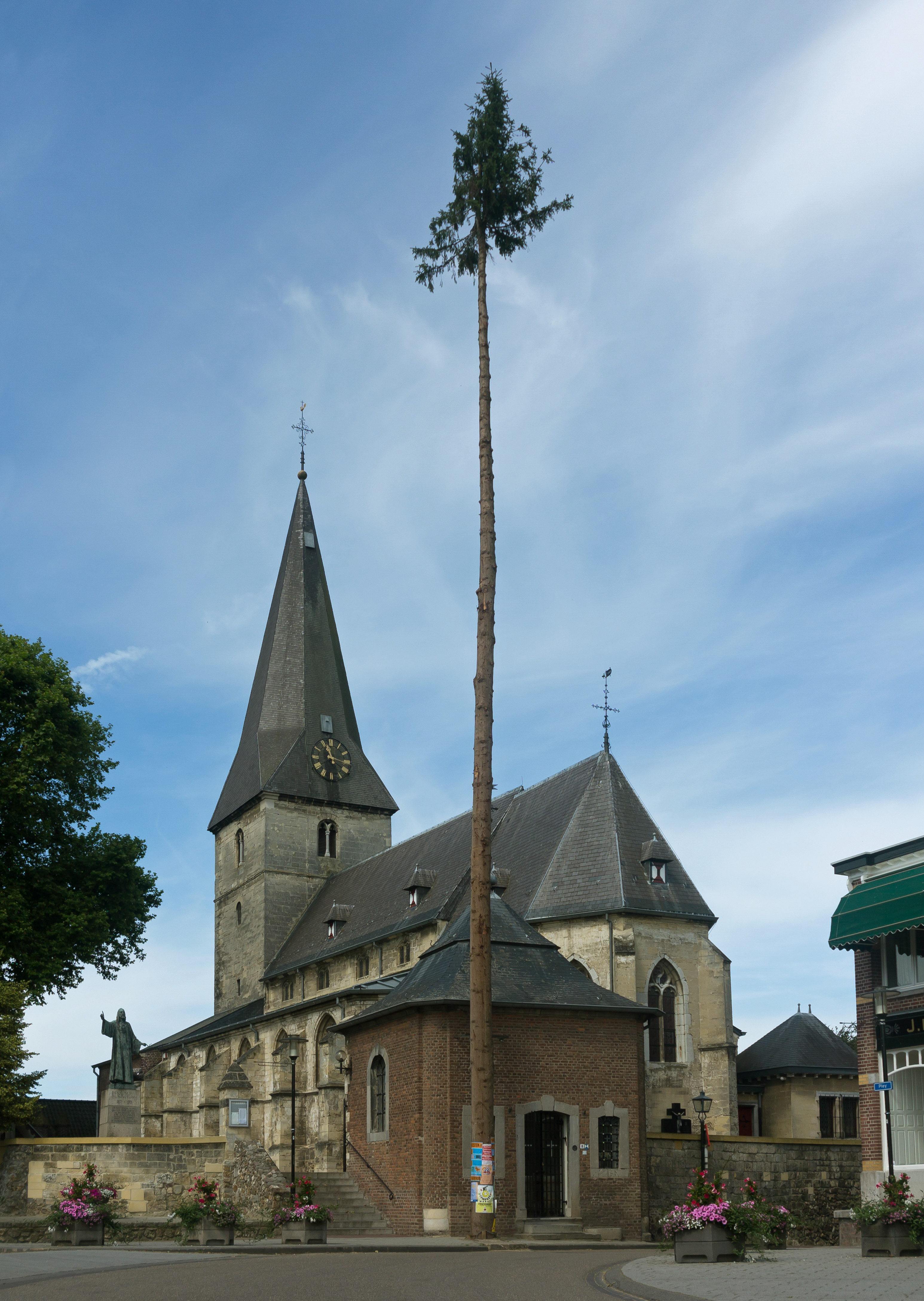
Noorbeek, église de Sainte-Brigida

Noorbeek (en limbourgeois Norbik) est un village néerlandais situé dans la commune d'Eijsden-Margraten, dans la province du Limbourg néerlandais. Le 1er janvier 2019, le village comptait 1 125 habitants.

## Histoire
Le 12ème Septembre 1944, Noorbeek est libéré.
Le 1er janvier 1982, la commune de Noorbeek perd son indépendance. Elle est rattachée à la commune de Margraten, fusionnée depuis en Eijsden-Margraten.
- Initialement partie du comté de Dalhem, Noorbeek devient en 1626 une seigneurie indépendante.
- Les hameaux du village sont Bergenhuizen, Hoogcruts, Wesch, Terlinden, Vroelen et Schey.
- L'église est consacrée à Brigitte d'Irlande est construite vers 1500 sur les fondations d'une plus ancienne chapelle, depuis elle a été plusieurs fois transformée. La dernière restauration a eu lieu en 1991.
- Faisant partie de l'ancien village, le couvent Klooster Hoogcruts est un ancien monastère, situé dans le hameau de Hoogcruts. Après été ravagé par un incendie en 1979, le site est depuis 2011 en reconstruction.